# Kendal Parish Church

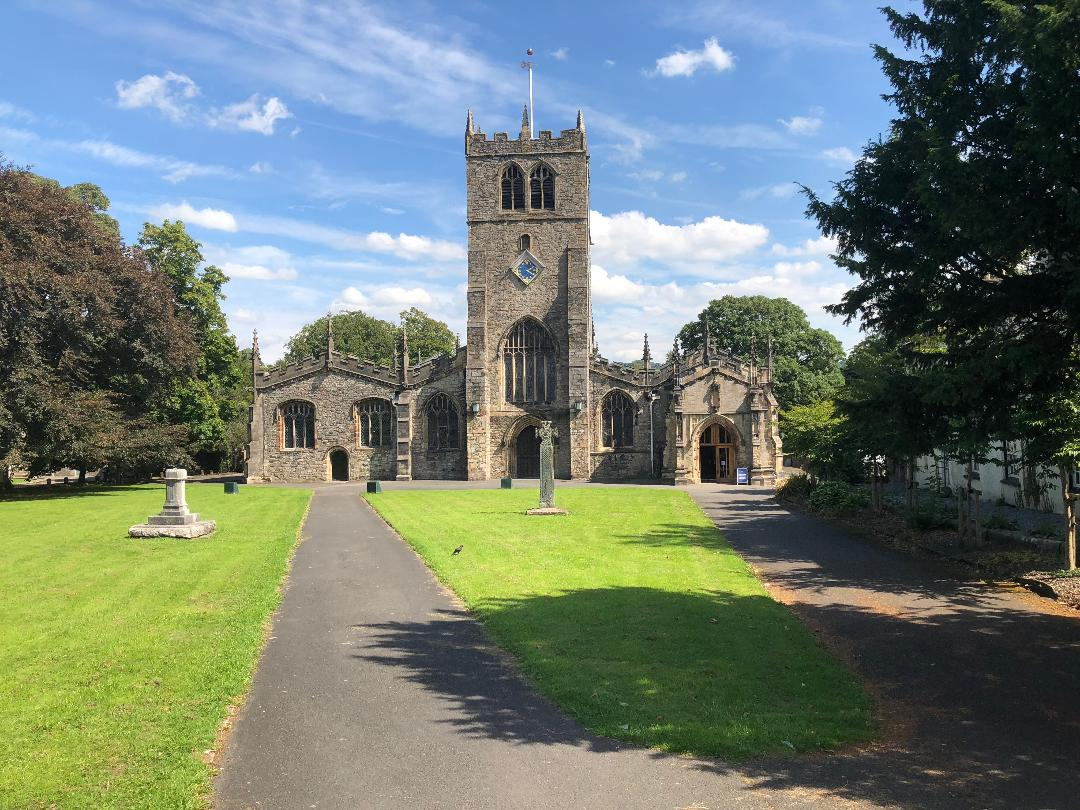
Kendal Parish Church von Westen

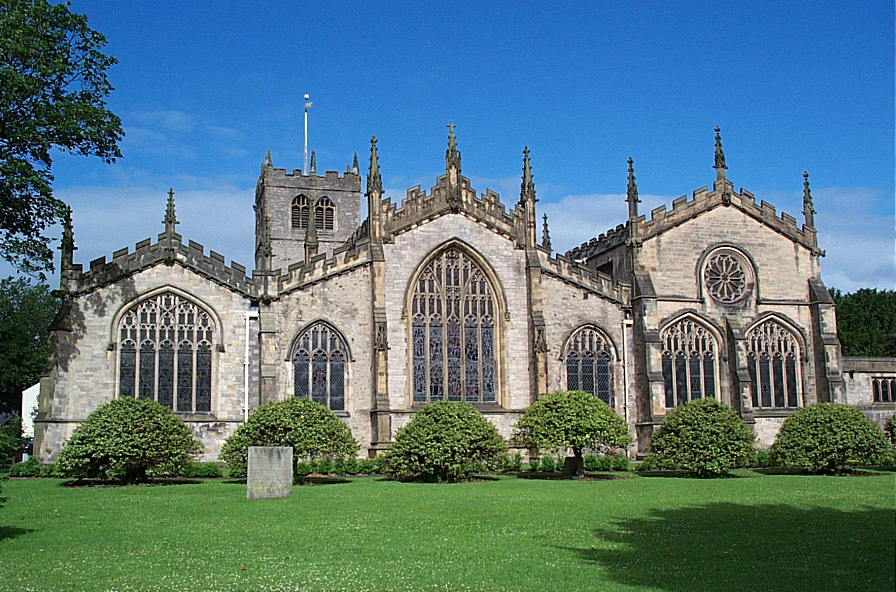
Kirche von Osten

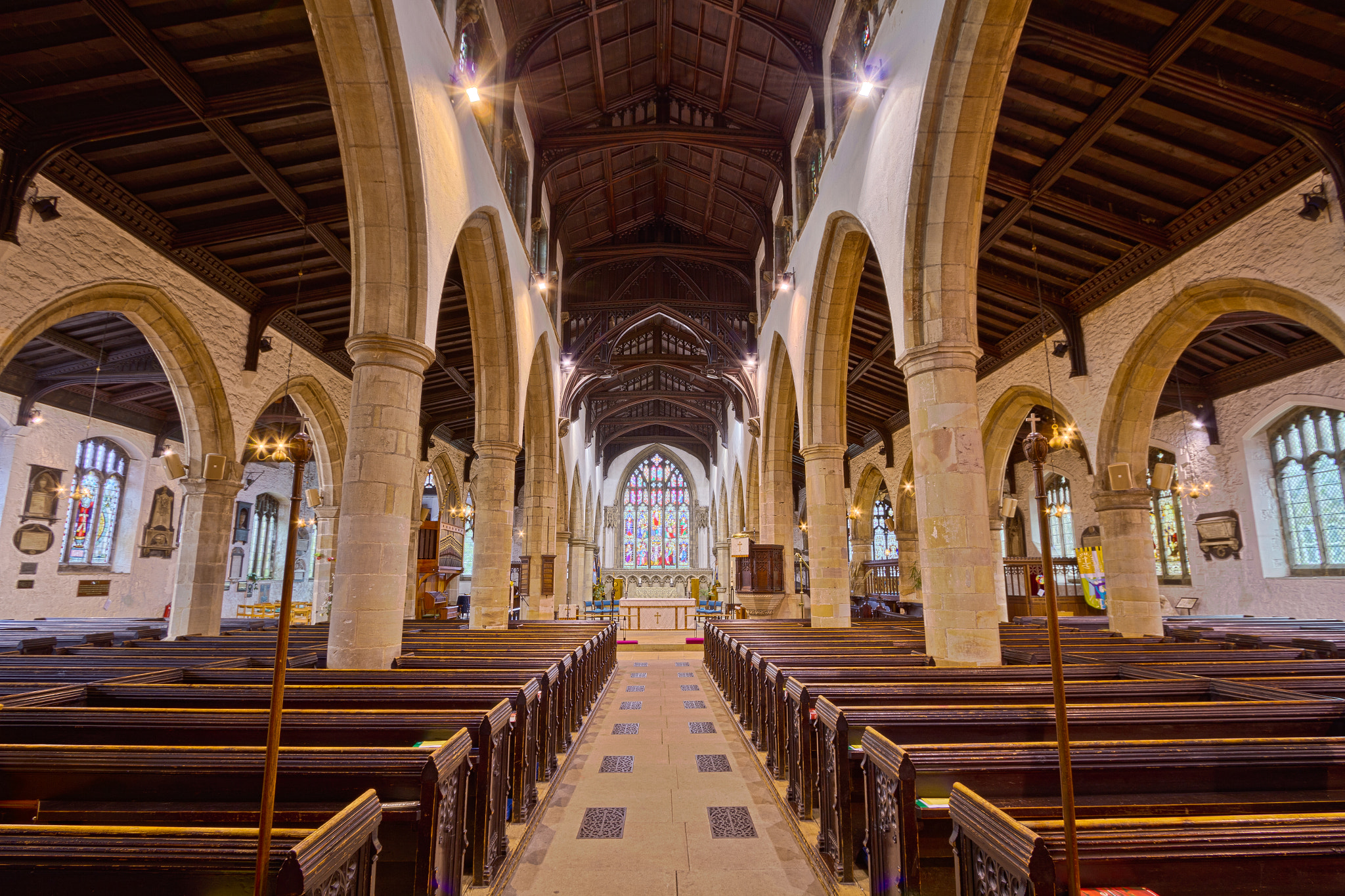
Fünfschiffiges Langhaus und Chor

Die der Church of England zugehörige Kendal Parish Church in der Stadt Kendal in der Grafschaft (county) Cumbria im Nordwesten Englands ist der Heiligen Dreifaltigkeit (Holy Trinity) geweiht und gehört zum Major Churches Network.

## Lage
Die ca. 30.000 Einwohner zählende Stadt Kendal liegt am River Kent zwischen den Yorkshire Dales und dem Lake District; nächstgrößere Stadt ist die Bischofsstadt Carlisle (ca. 75 km Fahrtstrecke nördlich). Die spätmittelalterliche Holy Trinity Church liegt nur etwa 70 m westlich des Flusses bzw. ungefähr 750 m südlich der Altstadt in einer Höhe von annähernd 165 m. Das Kendal Castle befindet sich etwa 600 m nordöstlich.

## Geschichte
An gleicher Stelle existierte bereits eine angelsächsische Kirche, welche in normannischer Zeit umgebaut wurde. Die ca. 45 m lange und 33 m breite heutige Kirche wurde um das Jahr 1230 begonnen; der größte Teil der Bauarbeiten fällt jedoch in die Blütezeit der Wollweberei vom 14. bis 16. Jahrhundert. Um die Mitte des 19. Jahrhunderts wurde die Kirche grundlegend restauriert; sie erhielt neue Pfeiler im Chor und neue Holzdächer, aber auch eine neue Kanzel (pulpit) wurde eingebaut.

## Architektur
Die Kirche wird von einem ca. 32 m hohen Westturm überragt. Eigentliche Besonderheit ist jedoch ihre Fünfschiffigkeit im Innern, die in ganz England nahezu einmalig ist. Wegen der zahlreichen Seitenschiff- und Chorfenster im spätgotischen Perpendicular Style ist der Bau ausreichend belichtet; das Mittelschiff ist gegenüber den Seitenschiffen um wenige Meter erhöht – auch hier gibt es zwei Reihen von Fenstern. Die Kirche hat einen flachen Chorschluss, an den sich zu beiden Seiten Kapellen anschließen, von denen die im 16. Jahrhundert auf der Nordseite hinzugefügte Bellingham Chapel die größte und bedeutendste ist.

## Ausstattung
Das spätgotische, aber weitgehend schmucklose Taufbecken (font) stammt aus dem 15. Jahrhundert; die meisten anderen Sehenswürdigkeiten sind Werke des 19. Jahrhunderts.